# Eucera diana
Eucera diana là một loài Hymenoptera trong họ Apidae. Loài này được Nurse mô tả khoa học năm 1904.